# Clavaria fumosa
Espèce
Clavaria fumosa est une espèce de champignon de la famille des Clavariaceae. Il est communément appelé grayish fairy club (club de fées grisâtre), smoky clavaria ou smoky spindles, est une espèce de champignon corallien  Il a été décrit à l'origine par Christian Hendrik Persoon en 1795.

## Description
Clavaria fumosa a un corps fructifère qui mesure 2-14 cm en hauteur et 2-5 mm en largeur. Ces corps sont plus ou moins cylindriques, se rétrécissent à la base et ne sont normalement pas ramifiés, ils sont rarement aplatis ou présentent des rainures et sont généralement lisses. Ils peuvent être secs ou humides et sont normalement assez cassants avec une pointe émoussée. La couleur peut être grisâtre, blanc cassé, jaunâtre sale ou rosâtre sale, bien qu'elle soit plus pâle à la base tandis que l'extrémité devient brun rougeâtre plus foncé ou même noire en vieillissant. La chair est de la même couleur que l'extérieur et n'a pas d'odeur ou de goût distinct, tandis que les spores sont blanches

## Répartition
Clavaria fumosa est une espèce commune en Grande-Bretagne et en Irlande. Il est également largement répandu en Europe continentale et en Amérique du Nord.

## Habitat et biologie
Clavaria fumosa est un champignon saprophique qui pousse sur le sol des prairies non améliorées et dans la litière de feuilles le long des lisières des bois, il est moins commun dans les bois denses. Cette espèce se trouve normalement en groupes et les spécimens solitaires sont rares. En Grande-Bretagne et en Irlande, les organes de fructification apparaissent de juin à novembre.

## Utilisation
Clavaria fumosa est réputé comestible, mais comme il s'agit d'une espèce relativement rare et petite, sa collecte à des fins culinaires n'est pas jugée utile. D'autres le considèrent comme non comestible.

## Liste des variétés
Selon MycoBank (4 octobre 2024) :
- Clavaria fumosa var. fumosa
- Clavaria fumosa var. pallida Beeli, 1923
- Clavaria fumosa var. striata (Pers.) Pers., 1822

## Systématique
Le nom correct complet (avec auteur) de ce taxon est Clavaria fumosa Pers., 1795. L'étymologie de son nom générique est dérivé du latin clava qui signifie « massue » tandis que l'épithète pécifique fumosa signifie « fumé ».
Ce taxon porte en français le nom vernaculaire ou normalisé suivant : Clavaire fuligineuse,.
Clavaria fumosa a pour synonymes :
- Clavaria fragilis subsp. fumosa (Pers.) Romell, 1907
- Clavaria fumosa Pers., 1795

## Publication originale
- CH Persoon, Observationes mycologicae, vol. 15, 1795, p. 1-39